# Råå Idrottsförening
Il Råå Idrottsförening è una squadra svedese di calcio, con sede a Helsingborg, nel distretto di Råå.

## Storia
Il club venne fondato a Helsingborg il 25 marzo 1921 con il nome di Enighet, nome che nel 1925 cambiò in Råå Idrottsförening quando la squadra si iscrisse alla SvFF.
Nel 1928 il club costruì il proprio campo di gioco, Råå Idrottsplats, che è ancora utilizzato dalla squadra.

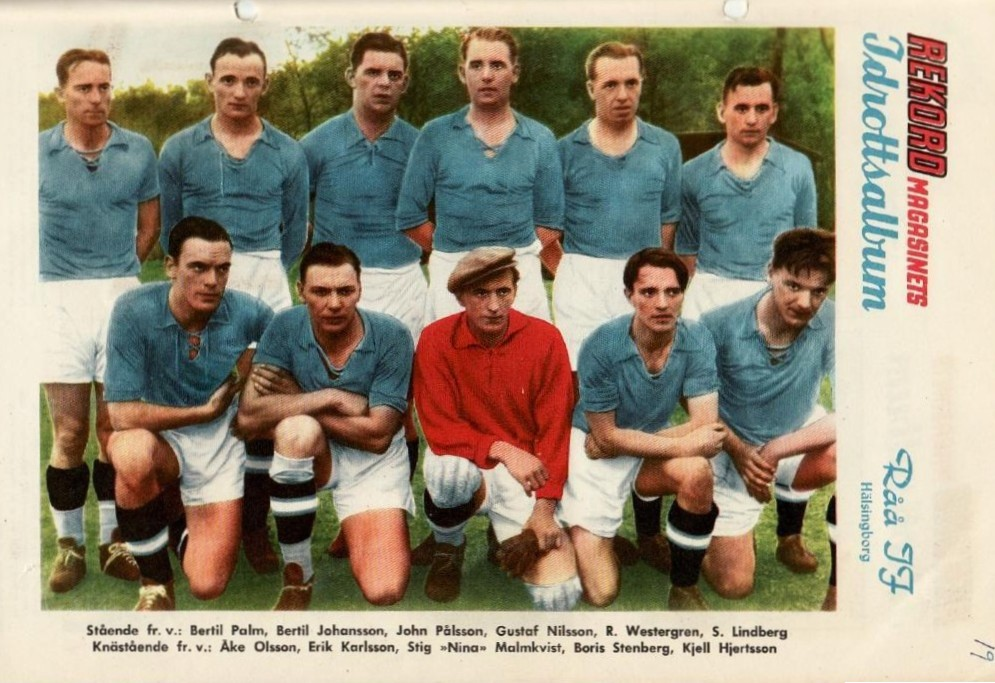
Formazione del 1951.

La squadra ha avuto il suo periodo di massimo splendore negli anni '40 e '50. Nel 1948 vinsero la Svenska Cupen battendo il Kenty 6-0 nella finale disputata allo stadio Olympia di Helsingborg. Nel 1950 ottennero la promozione nell'Allsvenskan, la massima serie svedese.
Nella stagione d'esordio, sotto la guida del tecnico magiaro Kálmán Konrád, ottennero un sorprendente secondo posto, seppur a nove punti di distanza dai campioni del Malmö FF. La stagione successiva invece si concluse con la retrocessione in cadetteria. Quelle due stagioni nella massima serie rimarranno le uniche disputate dal club.
Negli anni seguenti, almeno sino agli anni '70 il club si mantenne stabile tra la seconda e terza serie, mentre nelle decadi successive sprofondò sino alla settima serie.

## Allenatori
- 1950-1951  Kálmán Konrád
- 1956-19??  Albin Dahl
- 20??  Johan Paulsson
- 20??  Hampus Freij

## Palmarès

### Competizioni nazionali
- Coppa di Svezia: 1

1948

### Altri piazzamenti
- Campionato svedese:

Secondo posto: 1950-1951